# Leptorhynchoides
Leptorhynchoides är ett släkte av hakmaskar. Leptorhynchoides ingår i familjen Rhadinorhynchidae.
Kladogram enligt Catalogue of Life:
| Leptorhynchoides | \| \| Leptorhynchoides aphredoderi \| \| \| \| \| \| Leptorhynchoides plagicephalus \| \| \| \| \| \| Leptorhynchoides thecatus \| \| \| \| |
|                  | \| \| Leptorhynchoides aphredoderi \| \| \| \| \| \| Leptorhynchoides plagicephalus \| \| \| \| \| \| Leptorhynchoides thecatus \| \| \| \| |
|                  | Australorhynchus |
|                  | |
|                  | Cathayacanthus |
|                  | |
|                  | Cleaveius |
|                  | |
|                  | Golvanacanthus |
|                  | |
|                  | Gorgorhynchoides |
|                  | |
|                  | Gorgorhynchus |
|                  | |
|                  | Hanumantharaorhynchus |
|                  | |
|                  | Leptorhyncoides |
|                  | |
|                  | Megistacantha |
|                  | |
|                  | Metacanthocephaloides |
|                  | |
|                  | Metacanthocephalus |
|                  | |
|                  | Micracanthorhynchina |
|                  | |
|                  | Paracanthorhynchus |
|                  | |
|                  | Paragorgorhynchus |
|                  | |
|                  | Pseudauchen |
|                  | |
|                  | Pseudoleptorhynchoides |
|                  | |
|                  | Raorhynchus |
|                  | |
|                  | Rhadinorhynchus |
|                  | |
|                  | Sclerocollum |
|                  | |
|                  | Serrasentis |
|                  | |
|                  | Serrasentoides |
|                  | |
|                  | Leptorhynchoides aphredoderi |
|                  | |
|                  | Leptorhynchoides plagicephalus |
|                  | |
|                  | Leptorhynchoides thecatus |
|                  | |

|  | Leptorhynchoides aphredoderi   |
|  |                                |
|  | Leptorhynchoides plagicephalus |
|  |                                |
|  | Leptorhynchoides thecatus      |
|  |                                |